# Plainview (Nebraska)
Plainview é uma cidade localizada no estado americano de Nebraska, no Condado de Pierce.

## Demografia
Segundo o censo americano de 2000, a sua população era de 1353 habitantes.
Em 2006, foi estimada uma população de 1264, um decréscimo de 89 (-6.6%).

## Geografia
De acordo com o United States Census Bureau tem uma área de
2,8 km², dos quais 2,8 km² cobertos por terra e 0,0 km² cobertos por água. Plainview localiza-se a aproximadamente 518 m acima do nível do mar.

## Localidades na vizinhança
O diagrama seguinte representa as localidades num raio de 20 km ao redor de Plainview.